# Gnetum oblongum
Gnetum oblongum — вид голонасінних рослин класу гнетоподібних.

## Поширення, екологія
Країни проживання: Бангладеш; М'янма. Вид можна знайти в тропічних вологих низинних лісах.

## Використання
Гнучкі стебла використовуються із зав'язувальною метою.

## Загрози та охорона
Втрата середовища існування внаслідок збезлісення, ймовірно, головною загрозою для виду. Вид не був знайдений в охоронній зоні.